# Джессіка Камачо
Джессіка Камачо (англ. Jessica Camacho; нар. 26 листопада 1982, Каліфорнія, США) — американська акторка. Вона найбільш відома своїми головними ролями агента ФБР Софі Фостер у третьому сезоні надприродного драматичного серіалу «Сонна Лощина», Емілі Лопес у юридичному драматичному серіалі «Усі піднімаються» та Сантани у другому сезоні бойовика-трилера «Викрадена». Також вона відома за роллю Циганки/Синтії Рейнольдс у телесеріалі  «Флеш».

## Біографія
Народившись у 1982 році в Каліфорнії, вона розпочала свою акторську кар'єру у 2007 році. Вона кілька разів грала головну героїню в серіалах, зокрема агента ФБР Софі Фостер у «Сонній Лощині» та Емілі Лопес у «Всім підвестися». В серпні 2024 року стало відомо що Камачо приєдналась до телесеріалу «Зворотний відлік» в головній ролі

## Фільмографія
| Рік       |   | Українська назва                    | Оригінальна назва                 | Роль                     |
| --------- | - | ----------------------------------- | --------------------------------- | ------------------------ |
| 2007      | с | Заходь                              | Come On Over                      | Джой                     |
| 2008      | ф | Дезертирство                        | Desertion                         | Ембер                    |
| 2008      | ф | Ніщо не зрівняється зі святами      | Nothing like the Holidays         | Блондинка                |
| 2009      | с | Звір                                | The Beast                         | Саванна                  |
| 2010      | с | Правосуддя                          | Justified                         | Тереза Мейсон            |
| 2010      | с | Декстер                             | Dexter                            | Ячмінь Арагон            |
| 2010      | с | Під прикриттям                      | Undercovers                       | Працівник банку          |
| 2011      | с | Менталіст                           | The Mentalist                     | Дейзі                    |
| 2011      | с | Пліткарка                           | Gossip Girl                       | Марілу                   |
| 2012      | ф | Думай як чоловік                    | Think Like a Man                  | Мелісса                  |
| 2012      | с | Весільна обручка                    | Wedding Band                      | іспанська офіціантка     |
| 2012—2013 | с | Остання надія                       | Last Resort                       | Пілар Кортез             |
| 2013      | с | Нікіта                              | Nikita                            | Рейчел                   |
| 2013      | с | Закон і порядок: Спеціальний корпус | Law & Order: Special Victims Unit | Глорія Монтеро           |
| 2013      | с | Привіт, пані                        | Hello Ladies                      | Еріка                    |
| 2014      | с | NCIS: Лос-Анджелес                  | NCIS: Los Angeles                 | Ріта                     |
| 2014      | ф | Вероніка Марс                       | Veronica Mars                     | Мартіна Вескес           |
| 2014      | с | Касл                                | Castle                            | Маріса Арагон            |
| 2014      | ф | Приміська готика                    | Suburban Gothic                   | Ноель                    |
| 2015      | с | Кістки                              | Bones                             | Лорен Слейтер            |
| 2015      | с | Сталкер                             | Stalker                           | Ева Бовен                |
| 2015      | ф | Ана Марія в країні новел            | Ana Maria in Novela Land          | Офіцер Гонсалес          |
| 2015      | с | Різзолі та Айлз                     | Rizzoli & Isles                   | Каріна                   |
| 2015      | с | Лонгмаєр                            | Longmire                          | Кірстен                  |
| 2015      | с | Особлива думка                      | Minority Report                   | Ліна Массеро             |
| 2015—2016 | с | Сонна лощина                        | Sleepy Hollow                     | Софі Фостер              |
| 2016      | ф | Бебімун                             | The Babymoon                      | Єсенія                   |
| 2016      | с | Харлі та Девідсони                  | Harley and the Davidsons          | Рея                      |
| 2016      | с | Радіохвиля                          | Frequency                         | Ева Салінас              |
| 2017      | ф | Роман Дж. Ісраель, есквайр          | Roman J. Israel, Esq.             | Активіст №2              |
| 2017      | с | Без зобов'язань                     | Casual                            | Елена                    |
| 2017      | ф | Швидке життя                        | Crave: The Fast Life              | Брі                      |
| 2017—2018 | с | Флеш                                | The Flash                         | Циганка/Синтія Рейнольдс |
| 2018      | с | Викрадена                           | Taken                             | Сантана                  |
| 2019      | с | Інше життя                          | Another Life                      | Мішель Варгас            |
| 2019      | с | Вартові                             | Watchmen                          | Дженні                   |
| 2019—2023 | с | Всім підвестися                     | All Rise                          | Емілі Лопес              |
| 2021      | ф | Різдвяна пропозиція                 | A Christmas Proposal              | Марія Вінтерс            |
| 2022—2024 | с | Спецназ                             | S.W.A.T.                          | Джекі Вескес             |
| 2023      | с | Детектив Бош: Спадок                | Bosch: Legacy                     | Джейд Квін               |
| 2025      | с | Зворотний відлік                    | Countdown                         | Ембер Оліварас           |